# Taos (Missouri)
Taos ist eine Ortschaft in dem Cole County in dem US-Bundesstaat Missouri. Das U.S. Census Bureau hat bei der Volkszählung 2020 eine Einwohnerzahl von 1150 ermittelt.
Die Fläche betrug 6,1 km². Hieraus ergab sich eine Bevölkerungsdichte 198 Einwohner pro km².
Taos ist in dem Jahr 1849 gegründet worden. Der Namensgeber ist Taos in New Mexico.
Die deutsche Gemeinde Twist (Emsland) ist eine Partnergemeinde von Taos; es besteht eine Verbindung in der Auswandererhistorie: So verließen im Herbst 1840 sechzig Twister das Emsland, um nach langer Seereise mit dem Segelschiff „Rebecca“ in den Vereinigten Staaten von Amerika eine neue Heimat zu finden. Eine größere Gruppe siedelte gemeinsam in Taos/Missouri.